# Rabbia (malattia)
La rabbia è una malattia virale causata da alcuni virus del genere Lyssavirus. È una zoonosi, diffusa ed endemica in alcune famiglie di mammiferi, tra cui spiccano canidi e pipistrelli, la cui trasmissione avviene per introduzione nell'ospite di liquido salivare tramite ferite derivate da morsi, e che può essere trasmessa anche all'uomo. La malattia causa l'infiammazione acuta del cervello e del sistema nervoso centrale negli esseri umani e in altri animali. Negli esseri umani, se non vaccinati, il decorso della malattia è mortale, praticamente nella totalità dei casi.

## Generalità
Tipicamente la malattia si presenta a seguito del morso di un animale, come ad esempio un pipistrello, che può essere una ferita piccola e passare inosservata. Negli esseri umani, i primi sintomi si manifestano a distanza di tempo, all'inizio sono generici e possono includere febbre e prurito nel sito di esposizione. Questi sintomi sono seguiti, nel tempo, dalla comparsa di una sintomatologia chiaramente neurologica, presentando uno o più dei seguenti segni: movimenti violenti, emozioni incontrollate, idrofobia, incapacità di muovere parti del corpo, confusione e perdita di coscienza. La malattia distrugge gradualmente le funzionalità del sistema nervoso centrale. Una volta che i sintomi compaiono, quasi sempre la malattia si conclude nel decesso. Il periodo di tempo tra il momento in cui la malattia viene contratta e l'inizio dei sintomi varia solitamente da uno a tre mesi; tuttavia, questo periodo di tempo può andare anche da meno di una settimana a più di un anno. Il tempo dipende dalla distanza che il virus deve percorrere per raggiungere il sistema nervoso centrale.
L'agente eziologico della rabbia sono alcuni virus del genere Lyssavirus, tra cui il virus della rabbia e il virus denominato Lyssavirus del pipistrello australiano. La rabbia si trasmette quando un animale infetto graffia o morde un altro animale o un uomo. La saliva di un animale infetto può trasmettere la rabbia anche attraverso le mucose, se essa viene a contatto con la bocca, il naso, gli occhi o i genitali. Complessivamente i cani sono gli animali più comunemente coinvolti. Più del 99% dei casi di rabbia è causato dai morsi di cani nei paesi dove più frequentemente hanno la malattia. Nelle Americhe, i morsi di pipistrello sono la fonte più comune delle infezioni di rabbia negli esseri umani e meno del 5% dei casi provengono da cani. I roditori sono raramente infettati dalla rabbia. Il virus della rabbia raggiunge il cervello seguendo i nervi periferici. La malattia può essere diagnosticata solo dopo l'inizio dei sintomi.
Il controllo degli animali e i programmi di vaccinazione hanno ridotto il rischio dello sviluppo della rabbia nei cani in un certo numero di regioni del mondo. L'immunizzazione è consigliata nelle persone ad alto rischio prima di essere esposte. I gruppi ad alto rischio comprendono le persone che lavorano con i pipistrelli o che trascorrono periodi prolungati in aree del mondo dove la rabbia è endemica. Nelle persone che sono state esposte alla rabbia, il vaccino antirabbico e, talvolta, le immunoglobuline sono efficaci nel prevenire l'esordio della malattia se la persona riceve questo trattamento prima dell'inizio dei sintomi. L'immediato lavaggio di morsi e graffi per 15 minuti con acqua e sapone, iodopovidone o detergente, può ridurre il numero di particelle virali e quindi può essere un metodo in qualche modo efficace per prevenire la trasmissione. Solo poche persone sono sopravvissute a un'infezione da rabbia dopo aver mostrato i sintomi e ciò grazie all'adozione di un trattamento noto come protocollo di Milwaukee.
La rabbia provoca da circa 26 000 a 55 000 decessi nel mondo ogni anno. Oltre il 95% di queste morti avviene in Asia e Africa. La rabbia è presente in più di 150 paesi e in tutti i continenti, escluso l'Antartide. Più di 3 miliardi di persone vivono in regioni del mondo in cui si verifica. Un certo numero di paesi, tra cui l'Australia, il Canada, il Giappone, gli Stati Uniti e i paesi dell'Europa occidentale, non presentano casi tra i cani. Anche molte piccole nazioni insulari sono prive della malattia.

## Epidemiologia

Aree nel mondo in cui, al 2021, il virus della rabbia risulta debellato (in verde)

Si stima che, nel 2010, circa 26 000 persone siano morte di rabbia, in calo rispetto ai 54 000 decessi avvenuti nel 1990. La maggior parte dei decessi si è verificata in Asia e in Africa.
Il virus della rabbia sopravvive in diffusi e vari serbatoi della fauna rurale. È presente nelle popolazioni animali di quasi tutti i paesi del mondo ad eccezione dell'Australia e della Nuova Zelanda. Il lyssavirus del pipistrello australiano, scoperto nel 1996, è simile alla rabbia e si crede che sia prevalente nelle popolazioni indigene di pipistrelli.
Circa 20 000 persone ogni anno muoiono di rabbia in India, più di un terzo del totale a livello mondiale. L'India ha il più alto tasso di casi di rabbia umana nel mondo, principalmente a causa dei cani randagi, il cui numero è notevolmente aumentato in seguito a una legge del 2001 che vieta l'uccisione dei cani. Un controllo efficace e il trattamento della rabbia in India è anche ostacolato da una forma di isteria di massa nota come "sindrome del cucciolo singolo". Le vittime del morso dei cani (sia maschi che femmine) si convincono che vi siano cuccioli in crescita al loro interno e spesso cercano l'aiuto di guaritori, piuttosto che dai servizi medici convenzionali. Nei casi in cui il morso fosse stato di un cane rabbioso, questa decisione può rivelarsi fatale. Il dottor Nitai Kishore Marik, ex ufficiale medico di West Midnapur, afferma: «Ho visto decine di casi di rabbia che hanno raggiunto i nostri ospedali molto tardi a causa dell'intervento di guaritori. Non siamo riusciti a salvare molte vite umane».
Nel 2007, il Vietnam possedeva il secondo più alto tasso, seguito dalla Thailandia. In questi paesi, il virus si trasmette principalmente attraverso i canidi (cani selvatici e altre specie canine selvatiche).
Un'altra fonte della rabbia in Asia è la continua crescita della presenza degli animali domestici. Nel 2006 la Cina ha introdotto severi controlli sulla popolazione dei cani a Pechino.
In Asia e in alcune parti delle Americhe e dell'Africa, i cani rimangono comunque l'ospite principale.
Negli Stati Uniti, la rabbia è comune tra gli animali selvatici. Pipistrelli, procioni, puzzole e volpi rappresentano quasi tutti i casi segnalati (98% nel 2009). Pipistrelli rabbiosi si trovano in tutti i 48 stati contigui. Altri serbatoi naturali sono più limitati geograficamente; per esempio, la variante del virus della rabbia si trova solo in una fascia relativamente stretta lungo la costa orientale. Grazie a un'elevata consapevolezza pubblica del virus, ai tentativi di vaccinazione degli animali domestici e alla decurtazione delle popolazioni selvatiche e la disponibilità di profilassi post-esposizione, gli episodi di rabbia negli esseri umani sono molto rari. Un totale di 49 casi di malattia è stato segnalato nel paese tra il 1995 e il 2011; di questi, 11 si ritengano essere stati contagiati all'estero. Quasi tutti i casi a livello nazionale acquisiti sono stati attribuiti ai morsi di pipistrello, che possono passare inosservati da parte della vittima e quindi non essere trattati tempestivamente. Il numero di morti umane dovute a rabbia, negli Stati Uniti, è sceso da un valore superiore a 100 dei primi anni del XX secolo ad uno o due casi all'anno grazie alla diffusa vaccinazione dei cani e dei gatti domestici e allo sviluppo di vaccini umani e trattamenti di immunoglobuline.

## Etimologia
Il termine deriva dal latino rabies, "follia". Questo, a sua volta, può essere correlato a rabhas in sanscrito, "fare violenza".
Il nome del genere Lyssavirus, che include i virus responsabili di questa patologia, deriva dalla parola greca lyssa, da lud, "violento".

## Storia
La rabbia è conosciuta fin da circa il 2000 a.C. La prima testimonianza scritta della condizione si trova nelle "Leggi di Eshnunna", scritte in Mesopotamia intorno al 1930 a.C., che impongono al proprietario di un cane che mostra i sintomi di prendere misure preventive contro i morsi, erano state stipulate delle punizioni per le persone proprietarie di un “kalbum segum” (un cane rabbioso).
Omero descrisse Ettore come un uomo con un irrefrenabile coraggio marziale dovuto a qualcosa che va oltre alla stessa rabbia come emozione, ma più di tutti il personaggio di Lyssa (“lycos” - “lupo”) descritto come crudo, terrificante, violento e “animalescamente” distruttivo nei confronti degli altri.
Il virus della rabbia compare pure nel “Sushruta Samhita” una guida medica indiana databile 400 a.C.: esso identifica correttamente molti aspetti della malattia: il morso da parte di un animale causa all'uomo la perdita delle sue facoltà umane.
Nei primi due secoli dopo Cristo l'antica tradizione medica greco-romana iniziò a cercare di capire questa malattia: il primo fu Aulo Cornelio Celso, che nel suo “De medicina” collegò il sintomo dell'idrofobia alla malattia della rabbia. Dopo circa 100 anni emerse la scuola dei “metodisti”, un gruppo di menti scientifiche i quali non solo migliorarono la comprensione della rabbia, ma quella di molte altre malattie. Il fondatore della scuola, Temisone, e un suo discepolo erano famosi per esser sopravvissuti all'attacco e al morso di un cane rabbioso. Il primo vero metodista che parlò di rabbia fu Sorano il quale riconobbe che il contatto con l'animale poteva essere l'unico motivo dell'idrofobia. Descrisse inoltre alcuni sintomi come il polso irregolare, la febbre, l'incontinenza, il tremore e l'involontaria eiaculazione.

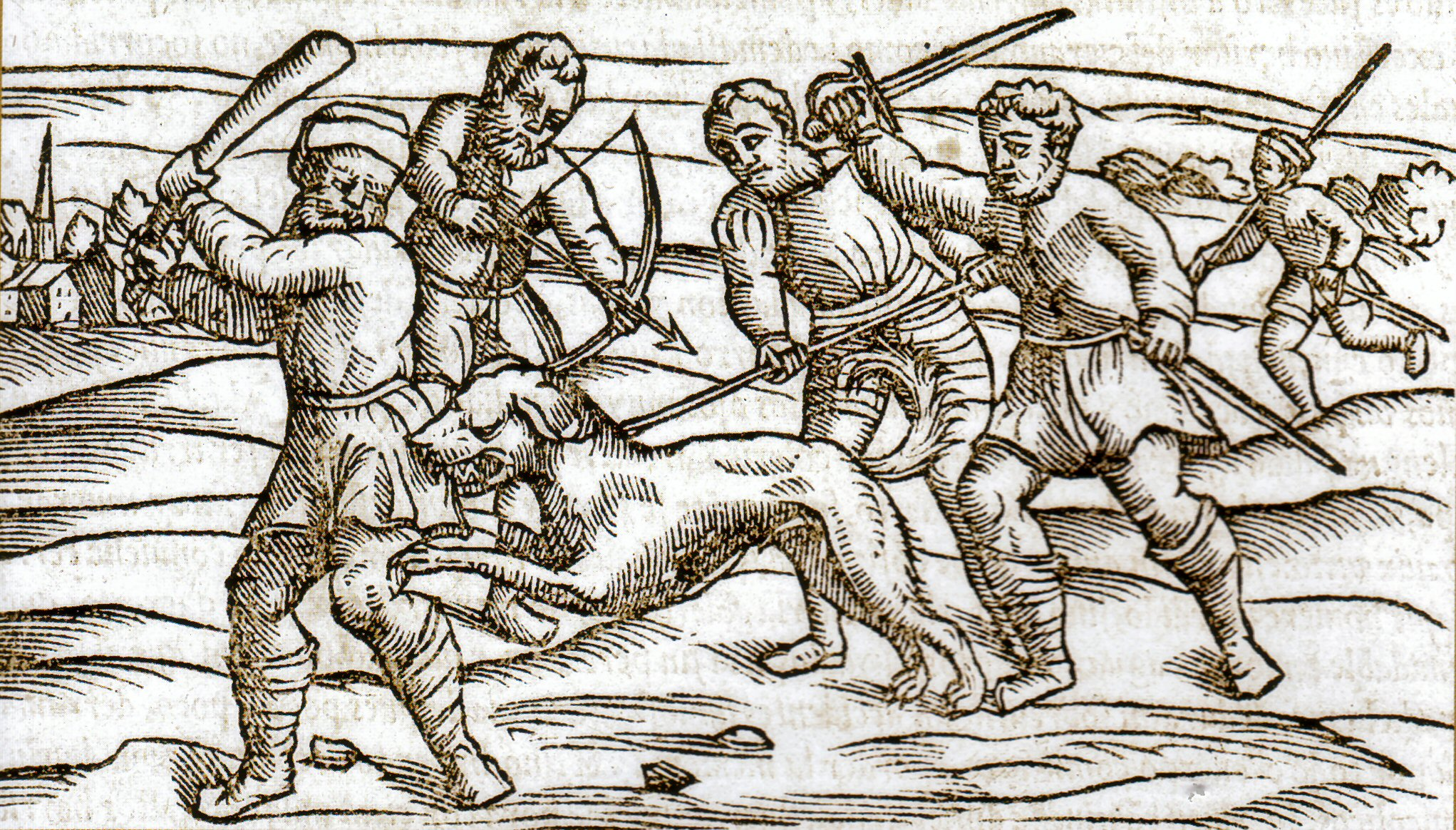
Una xilografia medioevale che mostra un cane rabbioso.

Nei tempi antichi era praticato il fissaggio del frenulo linguale, una membrana mucosa, che veniva tagliata e rimossa, in quanto si pensava che fosse all'origine della malattia. Questa pratica è cessata con la scoperta della vera causa della rabbia.
Nel medioevo il concetto della trasmissione di una malattia da parte degli animali era ancora oscuro. Le uniche due malattie di cui avevano ipotizzato il contagio tramite un animale erano la rabbia (dai cani) e il carbonchio (dal bestiame). La trasmissione di queste malattie da animale a uomo si è velocizzata a causa dell'aumento dell'urbanizzazione e dell'agricoltura e nel XV secolo un terzo fattore ha portato le persone a contatto con le più gravi malattie della storia: i viaggi nell'oceano.
Durante il medioevo, i primi veri cambiamenti riguardo alla comprensione della rabbia si hanno grazie al mondo islamico. I tre principali esponenti della medicina islamica furono: Al Razi, Avicenna e Ibn Zuhr. Il primo ebbe personali esperienze di contatto con malati di rabbia: "c'erano con noi in ospedale una sorta di uomo che abbaiava la notte e poi morì. Un altro non beveva acqua, ma quando dell'acqua gli veniva portata, non ne aveva paura, ma diceva: "puzza, e lo stomaco di gatti e cani è là dentro”. Poi un altro paziente quando vedeva l'acqua rabbrividiva e tremava finché non gli era portata via". Egli preferiva trattare il morso cauterizzandolo e scarnificandolo. Ibn Zuhr successivamente scrisse un trattato chiamato Sui mali furiosi, ma i veri progressi ci furono con Avicenna, il quale nel suo quarto libro scrisse che secondo lui il caldo e il freddo aiutavano a fomentare la malattia nei cani. Inoltre egli attribuì la causa del contagio della malattia al consumo di acqua e carne infetta.
Successivamente durante i giorni dell'Inquisizione, verso la fine del XV secolo, una misteriosa confraternita di curatori girava di città in città, offrendo protezione contro la rabbia. Si facevano chiamare i “Saludadores”, dotati di poteri donati direttamente dai santi. I Saludadores potevano annullare quel morso nocivo spesso attraverso la loro saliva o il loro respiro. L'inquisizione cominciò a considerarli eretici e l'ordine fu quello di distruggere questa confraternita; alcuni membri furono catturati e sotto tortura confessarono che si trattava di un'enorme frode.

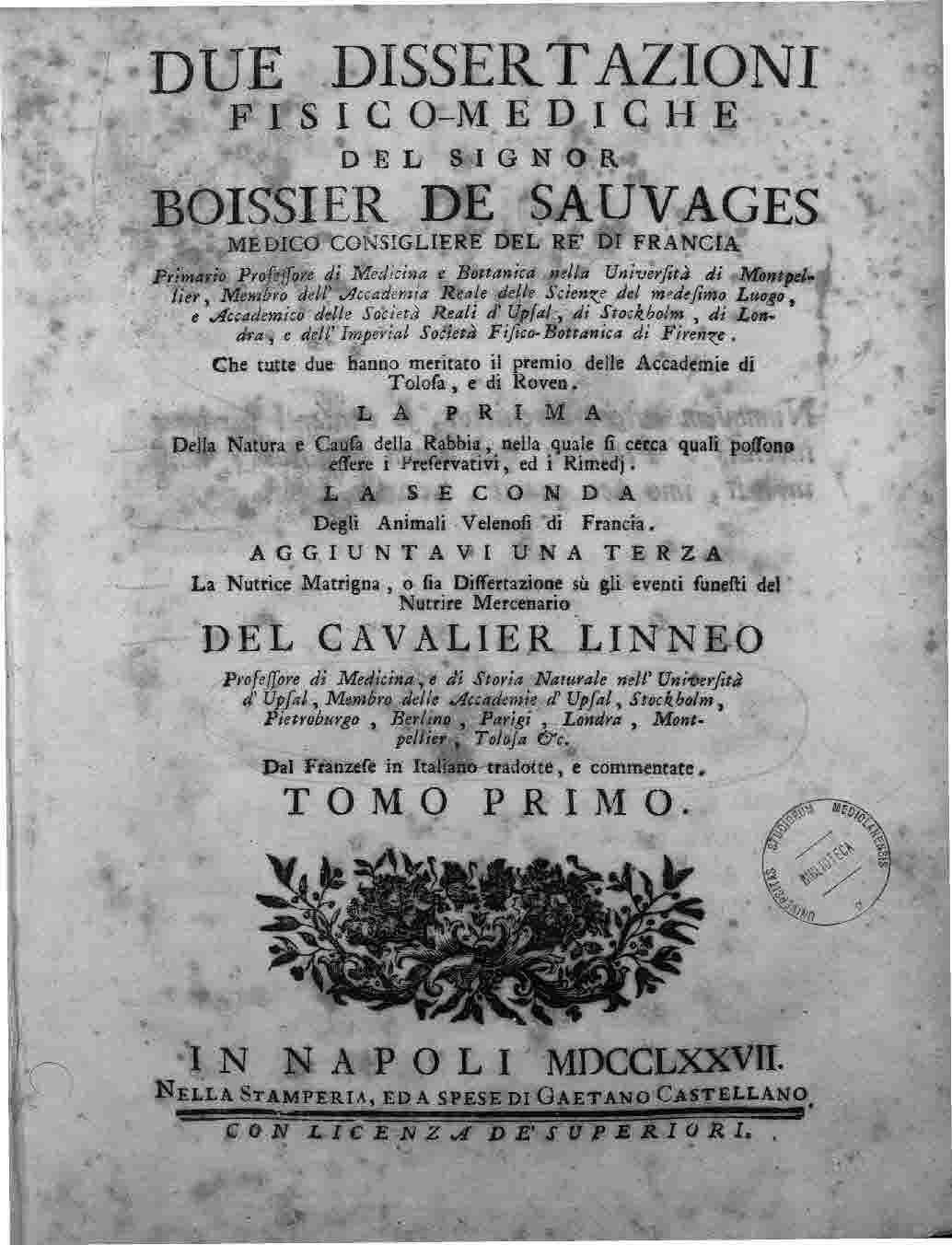
François Boissier de Sauvages de Lacroix, Della natura e causa della rabbia (Dissertation sur la nature et la cause de la Rage), 1777

La rabbia sembra abbia aver avuto origine nel Vecchio Mondo, la prima diffusione tra gli animali nel Nuovo Mondo si verificò a Boston nel 1768. Iniziando da lì, nel corso degli anni si spostò in diversi altri Stati, nonché alle Antille francesi, fino a diventare comune in tutto il Nord America.
Nel XIX secolo, la rabbia era considerata un flagello per la sua prevalenza. In Francia e in Belgio, dove si venerava Sant'Uberto, la "chiave di Sant'Uberto" veniva riscaldata e applicata per cauterizzare la ferita. Inoltre, la credenza popolare faceva sì che i cani venissero marchiati con la chiave nella speranza di proteggerli dalla rabbia. La paura della malattia per la sua estrema letalità, l'improvvisa emergenza e l'assenza di qualsiasi trattamento efficace, portò a stigmatizzare in particolare i lupi come estremamente pericolosi. Non era raro che una persona morsa da un cane, ma che era solo sospettato di essere rabbioso, si suicidasse o fosse uccisa da altri. Ciò permise a Louis Pasteur, a partire dalla sua scoperta del primo vaccino antirabbico nel 1885, ampie opportunità di provare trattamenti post-esposizione.
Nei tempi moderni, la paura della rabbia non è diminuita e la malattia e i suoi sintomi (soprattutto il delirio) hanno ispirato numerose storie di zombie o a tema simile, spesso raccontando di un virus della rabbia reso più potente e che trasforma gli esseri umani, con rabbia omicida o malattia inguaribile, determinando un devastante pandemia diffusa.
Il 28 settembre è la "giornata mondiale della rabbia", che promuove l'informazione, la prevenzione e l'eliminazione della malattia.

### Antiche terapie per curare la rabbia
Nel Sushruta Samhita viene spiegato come trattare una ferita dovuta ad un cane rabico: cauterizzare la ferita con burro che poi il paziente era costretto a bere, inoltre un impasto di sesamo doveva essere applicato nella ferita mentre il paziente veniva nutrito con una torta di riso, radici e foglie.
Durante l'epoca Greco-Romana, Celso ipotizzò vari rimedi per il trattamento del morso: oltre alla cauterizzazione, l'applicazione di sale e cetriolini in salamoia nella ferita. Bisognava inoltre mandare il paziente in un bagno turco in maniera tale da farlo sudare fino al limite della sopportazione per permettere alla ferita di espellere il veleno della rabbia. Dopo di ciò il dottore doveva applicare del vino sul morso. La cura più calzante probabilmente la offrì Celso: bisogna buttare il paziente in acqua e se egli non può nuotare affonderà e berrà acqua, mentre se può nuotare deve essere spinto sott'acqua finché non ne berrà un po'. Così la paura e la sete verranno sconfitte contemporaneamente.
Successivamente Plinio il giovane fu il primo ad ipotizzare l'utilizzo dell'animale per curare l'uomo: inserire nella ferita le ceneri dei peli della coda del cane che ha inflitto la ferita; la stessa testa dell'animale a volte veniva ridotta in cenere e applicata sulla ferita. Lo stesso Plinio ipotizzò una cura per l'idrofobia: bisogna mettere il paziente in zone speciali con aria "buona", massaggiare gli arti e coprirlo con vestiti puliti e caldi nei punti affetti da spasmi.

## Eziologia

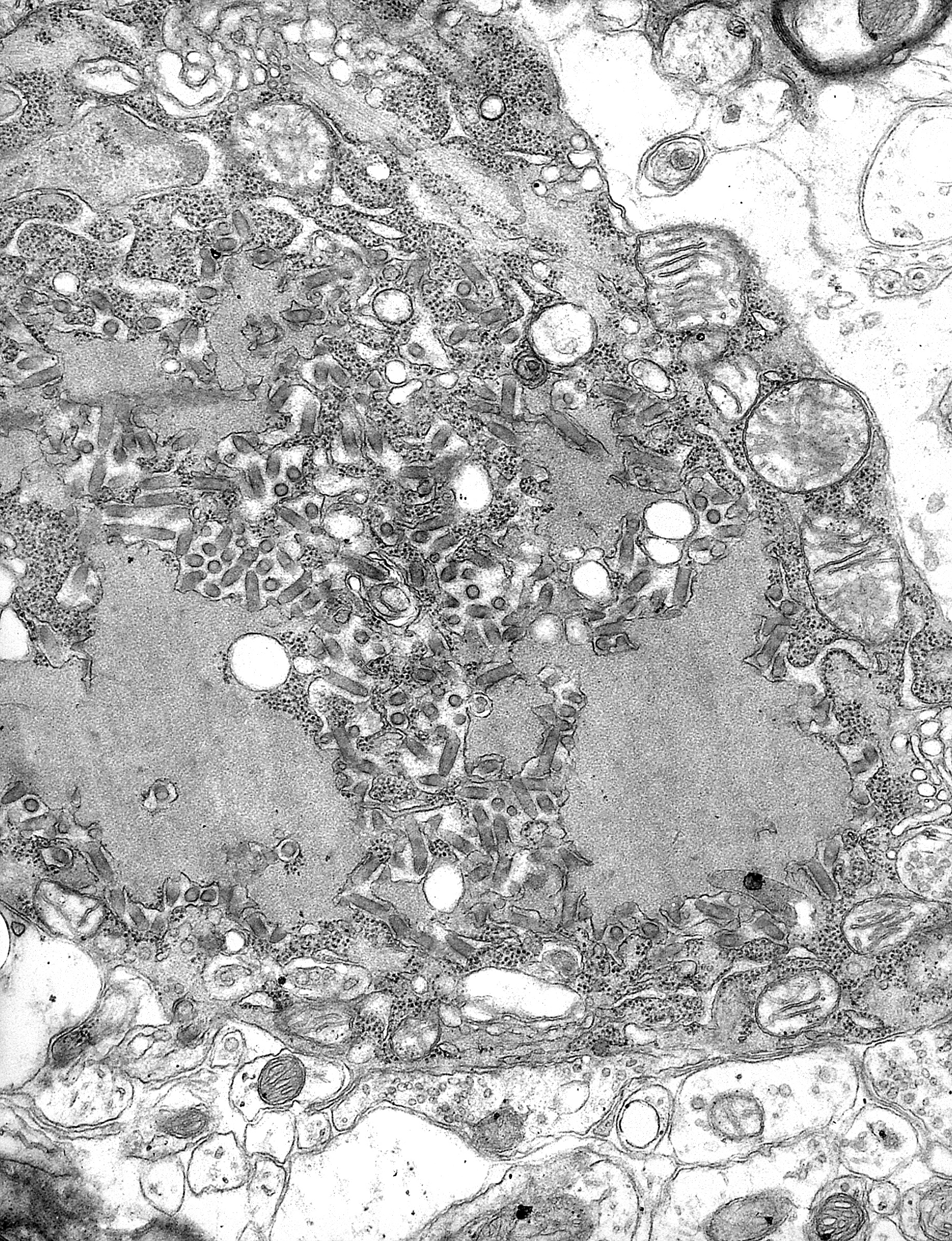
Micrografia tramite microscopio elettronico a trasmissione che evidenzia numerosi virioni di rabbia (particelle piccole, grigio scure, simili a un bastone) e corpi di Negri (inclusioni più grandi)

La rabbia è causata da una serie di Lyssavirus, della famiglia dei Rhabdoviridae, ordine Mononegavirales, tra cui il virus della rabbia e l'Australian bat lyssavirus.
Tutte le specie a sangue caldo, compresi gli esseri umani, possono essere infettati con il virus della rabbia e svilupparne i sintomi. La maggior parte degli animali possono essere infettati dal virus e possono trasmettere la malattia agli esseri umani. La trasmissione tra esseri umani è estremamente rara; alcuni casi sono stati registrati in seguito a trapianti d'organi.
Pipistrelli infetti, scimmie, procioni, volpi, puzzole, bovini, lupi, coyote, cani, manguste (normalmente manguste gialle) e gatti presentano il maggior rischio per l'uomo. La rabbia può diffondersi anche attraverso l'esposizione con bestiame, animali domestici, marmotte, donnole, orsi e altri carnivori selvatici infetti. Piccoli roditori, come scoiattoli, criceti, ratti e topi, e lagomorfi come conigli e lepri, non sono quasi mai stati trovati infettati con la rabbia e non sono noti per poterla trasmettere agli esseri umani. Morsi di topi, ratti o scoiattoli raramente richiedono la profilassi per la rabbia, poiché questi roditori sono tipicamente uccisi da un incontro con un animale infetto più grande e quindi non sono portatori. La didelphis virginiana è resistente ma non immune dalla rabbia.
Nel 1884 si è provato ad infettare artificialmente gli uccelli con la rabbia; tuttavia, i volatili infetti si sono dimostrati in gran parte, se non del tutto, asintomatici e sono guariti. Sono state scoperte alcune specie di uccelli che hanno sviluppato anticorpi contro la rabbia, un segno di infezione, dopo essere stati nutriti con mammiferi infetti.
Il virus si è anche adattato a crescere nelle cellule dei vertebrati a "sangue freddo" (pecilotermia).
Il virus della rabbia appartiene al genere Lyssavirus: essi hanno una simmetria elicoidale, con una lunghezza di circa 180 nm e una sezione trasversale di circa 75 nm. Questi virus sono avvolti e possiedono un singolo filamento di genoma a RNA con senso negativo. L'informazione genetica è contenuta in un complesso di ribonucleoproteina in cui l'RNA è strettamente vincolato alla nucleoproteina virale. Il genoma del virus RNA codifica cinque geni il cui ordine è altamente conservato: nucleoproteina (N), fosfoproteina (P), proteina di matrice (M), glicoproteina (G) e la polimerasi RNA virale (L).
Il virus è normalmente presente nei nervi e nella saliva di un animale rabbioso e sintomatico. La via di infezione è di solito, ma non sempre, attraverso un morso. In molti casi, l'animale infetto è eccezionalmente aggressivo e può attaccare senza che vi sia provocazione e presentando un comportamento altrimenti insolito: questo è un esempio di patogeno virale in grado di modificare il comportamento dell'ospite per facilitare la trasmissione ad altri ospiti.
Una volta all'interno di una cellula muscolare o nervosa, il virus inizia a replicarsi. Le punte trimeriche sull'esterno della membrana del virus interagiscono con un recettore specifico della cellula, il più probabile è il recettore dell'acetilcolina, l'acetile. Un processo noto come pinocitosi permette l'ingresso del virus nella cellula mediante un endosoma. Il virus utilizza il necessario ambiente acido dell'endosoma, contemporaneamente si fonde alla membrana, rilasciando le sue cinque proteine e l'RNA singolo filamento nel citoplasma.
La proteina L poi trascrive cinque filoni di mRNA e un filamento positivo di RNA dall'originale filamento negativo RNA utilizzando i nucleotidi liberi nel citoplasma. Questi cinque filoni di mRNA vengono poi tradotti nelle loro proteine corrispondenti (proteine P, L, N, G e M) nei ribosomi liberi nel citoplasma. Alcune proteine richiedono modificazioni post-traslatorie. Per esempio, la proteina G viaggia attraverso il reticolo endoplasmatico rugoso, dove subisce un'ulteriore piegatura, e viene quindi trasportata all'apparato del Golgi, in cui viene aggiunto un gruppo di zucchero (glicosilazione).
Qualora vi siano abbastanza proteine, la polimerasi virale inizierà a sintetizzare nuovi filamenti negativi di RNA dal modello del filamento di RNA positivo. Questi filamenti negativi formeranno i complessi con le proteine N, P, L e M e poi raggiungere la membrana interna della cellula, in cui una proteina G è parte integrante della membrana. La proteina G poi arrotola attorno al complesso di proteine NPLM prendendo alcuni frammenti della membrana della cellula ospite, che costituirà la nuova sacca esterna della particella virale. I virus poi fuoriescono dalla cellula.

## Patogenesi

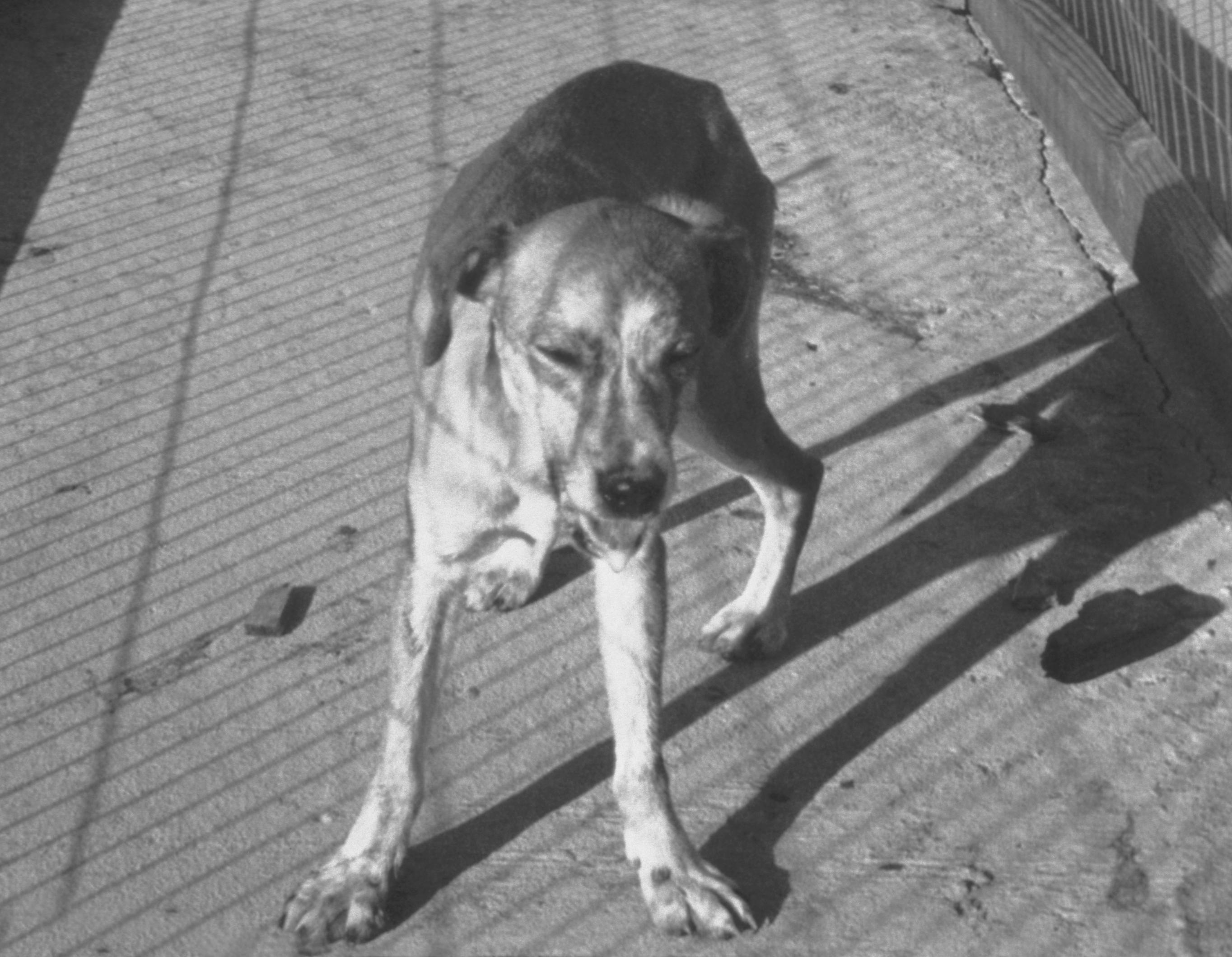
Un cane rabbioso

Dopo una tipica infezione da morso, il virus entra nel sistema nervoso periferico e dal punto di ingresso viaggia lungo i nervi afferenti verso il sistema nervoso centrale. Solitamente, il virus prima infetta le cellule muscolari vicino al sito di infezione, dove è in grado di replicarsi senza essere rilevato dal sistema immunitario dell'ospite (in questo stadio la vaccinazione può ancora conferire immunità cellulo-mediata per prevenire l'esordio dei sintomi). Una volta che il virus si è replicato a sufficienza inizia a legarsi ai recettori dell’acetilcolina (p75NR) a livello della giunzione neuromuscolare. Il virus poi viaggia attraverso l'assone della cellula nervosa. Raggiunto il corpo cellulare, arriva rapidamente al sistema nervoso centrale, replicandosi nei motoneuroni.
Quando il virus raggiunge il cervello, provoca rapidamente l'encefalite, la fase prodromica, ed è l'inizio dei sintomi. Una volta che il paziente diventa sintomatico, il trattamento non è quasi mai efficace e la mortalità è superiore al 99%.
La rabbia può anche infiammare il midollo spinale, producendo mielite trasversa.
Dopo che il cervello è infetto, il virus viaggia verso il sistema nervoso periferico e autonomo, migrando infine alle ghiandole salivari, in cui è pronto per essere trasmesso all'ospite successivo.

## Anatomia patologica
Della rabbia sono tipiche delle inclusioni intracitoplasmatiche eosinofile, dette corpi di Negri, la cui presenza assicura una diagnosi di rabbia al 100%, tuttavia si trovano solo in circa l'80% dei casi.

## Clinica

### Segni e sintomi

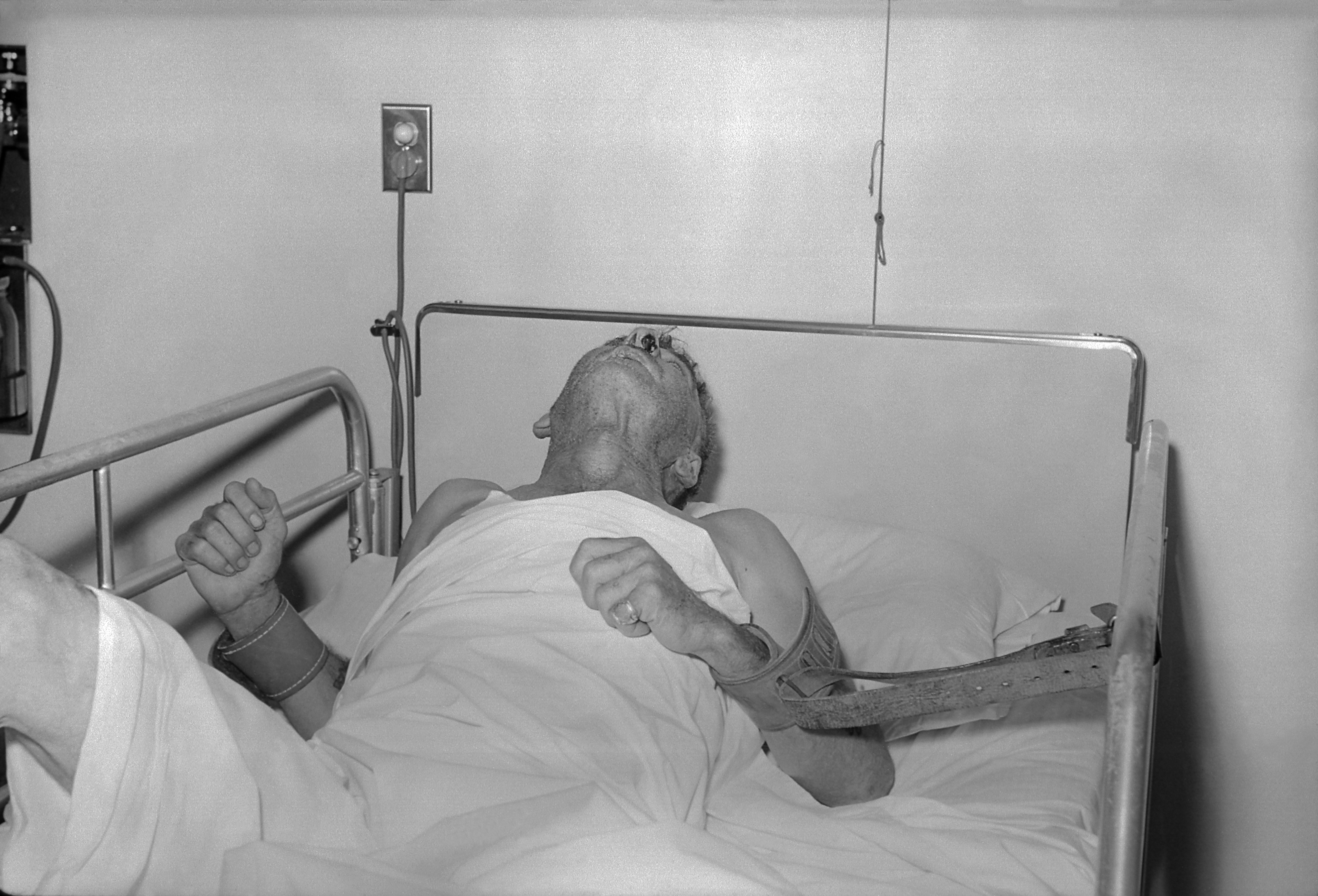
Una persona con la rabbia, 1959

Negli esseri umani, il periodo tra l'infezione e la presenza dei primi sintomi (di tipo simil-influenzale) è tipicamente variabile tra le 2 e le 12 settimane. Tuttavia, sono stati documentati periodi di incubazione di quattro giorni e fino a sei anni, a seconda della posizione e della gravità della ferita contaminata, nonché della quantità di virus introdotto.
Segni e sintomi possono consistere in una lieve o parziale paralisi, ansia, insonnia, confusione, agitazione, comportamento anormale, paranoia, terrore e allucinazioni, fino al delirio. La persona può sviluppare idrofobia.
Solitamente si susseguono tre fasi:
1. Fase prodromica: dopo il morso si possono rilevare sintomi aspecifici, quali febbre, cefalea, mialgia. L'unico sintomo specifico, che si presenta nel 60% dei casi, è una parestesia nella sede del morso.
2. Fase di latenza o "rabbia furiosa": caratterizzata dall'idrofobia, un laringospasmo doloroso in seguito al tentativo di far bere il paziente (negli animali tale sintomo si verifica perlopiù nei gatti).[62] L'idrofobia è comunemente associata con la rabbia furiosa che colpisce l'80% delle persone infette. Il restante 20% può sperimentare una forma di paralisi caratteristica della rabbia che è caratterizzata da debolezza muscolare, perdita di sensibilità e paralisi. Questa forma solitamente non causa idrofobia.[63]
3. Fase terminale: il virus ha colonizzato i tessuti del sistema nervoso centrale e si hanno sintomi neurologici. La sintomatologia prevalente (75% dei casi) è di tipo furioso (forma furiosa), con aggressività, irascibilità, perdita di senso dell'orientamento, allucinazioni, iperestesia, meningismo, lacrimazione, aumento della salivazione, priapismo, eiaculazione spontanea, Babinsky positivo, paralisi delle corde vocali e idrofobia. Nel restante 25% dei casi si ha una sintomatologia di tipo paralitico (forma paralitica).

#### Idrofobia
"Idrofobia" ("paura dell'acqua") è il nome storico usato per la rabbia. Con esso ci si riferisce ad un insieme di sintomi presenti nelle fasi successive di una infezione, in cui la persona ha difficoltà e dolore a deglutire liquidi, mostra panico quando deve bere e non riesce a placare la sua sete. Anche altri mammiferi infettati con il virus della rabbia possono mostrare questa condizione.
La produzione di saliva risulta notevolmente aumentata (scialorrea) e il tentativo di bere o addirittura solo l'intenzione o il suggerimento di bere, può provocare spasmi atrocemente dolorosi dei muscoli della gola e della laringe, come il tipico laringospasmo idrofobico. Ciò può essere attribuito al fatto che il virus si moltiplica e si assimila nelle ghiandole salivari dell'animale infetto, ai fini di un'ulteriore trasmissione attraverso morsi, e la capacità dell'animale infetto di trasmettere il virus potrebbe essere ridotta significativamente se ingoia la saliva, con o senza una fonte esterna di acqua.

### Esami di laboratorio
Il gold standard per la formulazione della diagnosi della rabbia è il test di immunofluorescenza (una procedura di immunoistochimica), che viene raccomandato dall'Organizzazione mondiale della sanità (OMS). L'immunofluorescenza si basa sulla capacità di una molecola (solitamente l'isotiocianato di fluoresceina) accoppiata ad un anticorpo specifico per la rabbia, a formare un complesso coniugato, che lega e di conseguenza consente la visualizzazione dell'antigene della rabbia usando le tecniche di microscopia a fluorescenza. L'analisi microscopica di campioni è l'unico metodo diretto che consenta l'identificazione dell'antigene specifico del virus della rabbia in breve tempo e ad un costo ridotto, indipendentemente dall'origine geografica e dallo stato dell'ospite. Ciò deve essere considerato come il primo passo nelle procedure diagnostiche adottate in tutti i laboratori. I campioni in autolisi possono, tuttavia, ridurre la sensibilità e la specificità del FAT.
La RT-PCR (una variante della reazione a catena della polimerasi) ha dimostrato di essere uno strumento sensibile e specifico per la diagnosi di routine, in particolare nei campioni di decomposizione o campioni d'archivio.
Una diagnosi affidabile può essere formulata attraverso l'analisi di campioni di tessuto cerebrale prelevato post mortem. Possono essere analizzate anche la saliva, l'urina e campioni di liquido cerebrospinale, ma questi non sono così sensibili ed affidabili come i campioni cerebrali. Una diagnosi accurata da rabbia può essere fatta, con un decimo del costo rispetto ai test tradizionali, utilizzando le tecniche di microscopia classica.

### Diagnosi differenziale
La rabbia può essere difficile da diagnosticare poiché, nelle fasi iniziali, è facilmente confondibile con altre malattie o condizioni cliniche.
La diagnosi differenziale in un caso di sospetta rabbia umana può inizialmente includere qualsiasi causa di encefalite, in particolare l'infezione da virus come l'herpes virus, l'enterovirus e l'arbovirus come il virus del Nilo occidentale.
I virus più importanti da escludere sono il virus dell'herpes simplex di tipo 1, l'Herpesvirus umano 3 e (meno frequentemente) gli enterovirus, compresi i coxsackie virus, gli echovirus, i poliovirus e gli enterovirus umani da 68 a 71. Sono possibili anche cause di encefalite virale nuove, come hanno dimostrato i 300 casi di encefalite avvenuti nel 1999 in Malaysia con un tasso di mortalità del 40% causata dal Nipahvirus, un paramyxoviridae appena riconosciuto. Allo stesso modo, molti virus già conosciuti possono scatenare dei forti attacchi, come dimostra la recente epidemia di encefalite a causa del virus del Nilo occidentale avvenuta nella parte orientale degli Stati Uniti.
Fattori epidemiologici, come la stagione, la posizione geografica, l'età del paziente, i suoi viaggi passati e l'esposizione a morsi, roditori e zecche, possono contribuire ad orientare la diagnosi.
Se possibile andrebbe analizzato anche l'animale da cui si è stati morsicati.

## Trattamento
Il trattamento a seguito dell'esposizione, se somministrato tempestivamente, può prevenire l'insorgenza della malattia; generalmente è necessario procedere entro 10 giorni dall'infezione.
Entro pochi minuti è utile lavare accuratamente la ferita con acqua e sapone per circa cinque minuti in modo da ridurre il numero di particelle virali. L'utilizzo di alcool o iodopovidone è raccomandato per ridurre ulteriormente i virus.
Negli Stati Uniti, il Centers for Disease Control and Prevention raccomanda che le persone contagiate ricevano una sieroprofilassi con una dose di immunoglobuline della rabbia umana (HRIG) e quattro dosi di vaccino entro 14 giorni. La dose di immunoglobuline non deve superare le 20 unità per kg di peso corporeo. L'HRIG è costoso e costituisce la maggior parte del costo della profilassi post-esposizione (PEP). La dose deve essere iniettata quanto più possibile intorno alle infezioni, mentre il resto deve essere somministrato per iniezione intramuscolare profonda in un sito distante dal sito di vaccinazione. La prima dose di vaccino contro la rabbia deve essere somministrata appena possibile dopo l'esposizione, con ulteriori dosi a 3, a 7 e a 14 giorni dopo la prima. Ai pazienti che hanno precedentemente ricevuto la vaccinazione pre-esposizione non devono essere somministrate le immunoglobuline, solo le vaccinazioni post-esposizione nei giorni 0 e 3.
Trovare un pipistrello nella stanza al risveglio, o trovarne uno nella stanza di un bambino non controllato o di un disabile mentale o di un tossicodipendente, sono situazioni in cui è indicata la profilassi post-esposizione. È oggetto di valutazione nella letteratura medica, sulla base di un'analisi costi-benefici, la raccomandazione alla profilassi post-esposizione per gli incontri con pipistrelli senza che sia avvenuto un contatto. Tuttavia, uno studio del 2002 ha invitato al protocollo di somministrazione precauzionale della PEP nel caso in cui bambini o individui mentalmente compromessi siano stati da soli con un pipistrello, soprattutto durante il sonno, quando un morso o l'esposizione al virus può avvenire senza che la vittima ne sia a conoscenza.
Se iniziata con poco o nessun ritardo, la PEP è efficace al 100% contro la rabbia. Nel caso in cui vi sia stato un significativo ritardo nella somministrazione della profilassi, il trattamento deve essere comunque somministrato a prescindere, in quanto può essere ancora efficace. Alcuni casi di inefficacia della PEP si sono verificati nel caso di morsicature importanti alla testa o al collo, nella fattispecie provocate da lupi rabbidi, si suppone che in questi casi, il vaccino non faccia in tempo a contrastare l'evoluzione dell'infezione

### Coma indotto
Nel 2004, l'adolescente statunitense Jeanna Giese sopravvisse ad un'infezione di rabbia nonostante non fosse vaccinata. Fu messa in coma indotto non appena si presentarono i sintomi e le furono somministrate ketamina, midazolam, ribavirina e amantadina.
I medici tentarono questo trattamento sull'ipotesi che gli effetti negativi della rabbia fossero causati da disfunzioni temporanee nel cervello, e che potessero essere evitati inducendo un'interruzione momentanea e parziale delle sue funzioni al fine di proteggerlo dai danni, dando il tempo al sistema immunitario di sconfiggere il virus. Il regime di trattamento a cui Giese venne sottoposta divenne noto come "protocollo di Milwaukee", che da allora è stato sottoposto a revisioni, con una seconda versione che omette l'uso della ribavirina.
L'anestetico ketamina ha dimostrato la potenziale inibizione del virus della rabbia nei ratti. L'analisi intention to treat ha dimostrato che questo protocollo ha un tasso di sopravvivenza di circa l'8%.
Dopo 31 giorni di isolamento e 76 giorni di ricovero, Giese fu dimessa dall'ospedale. In lei furono preservate tutte le funzioni cerebrali di livello superiore, ma fu riscontrata l'incapacità di camminare e di mantenere l'equilibrio. In un'intervista, Giese raccontò: «Ho dovuto imparare a stare di nuovo in piedi, a girare, a muovere le dita dei piedi. Ero davvero, dopo la rabbia, una neonata che non è in grado di fare nulla. Ho dovuto imparare di nuovo tutto [...] mentalmente sapevo compiere quelle azioni, ma il mio corpo non collaborava con quello che volevo fare. È stata sicuramente una prova psicologicamente dura per me. Mi sto ancora riprendendo.»
Due dei 25 pazienti trattati con il primo protocollo sono sopravvissuti, mentre ulteriori 10 pazienti sono stati trattati con il protocollo revisionato ottenendo 2 guarigioni.
Il 12 giugno 2011, Precious Reynolds, una bambina di otto anni della Contea di Humboldt, è diventata la terza persona segnalata negli Stati Uniti per essere sopravvissuta alla rabbia senza ricevere la profilassi post-esposizione.

## Prognosi
Negli esseri umani non vaccinati, dopo che i sintomi neurologici si sono sviluppati, la rabbia ha un tasso di letalità prossimo al 100%: i casi di remissione sono rarissimi. La morte avviene per lo più da 2 a 10 giorni dopo i primi sintomi.
La sopravvivenza è rara, dal momento in cui si manifestano i sintomi, anche con la somministrazione di una corretta e intensiva terapia.
La vaccinazione dopo l'esposizione solitamente è di grande efficacia nel prevenire la malattia se somministrata tempestivamente, in generale entro 6 giorni dall'infezione. Iniziata con poco o nessun ritardo, la vaccinazione è efficace al 100% contro la rabbia. Nel caso di un ritardo significativo, il trattamento può tuttavia avere ancora possibilità di successo.
5 dei primi 43 pazienti (12%) trattati con il protocollo di Milwaukee sono sopravvissuti e quelli che lo hanno ricevuto sono comunque sopravvissuti più a lungo rispetto a quelli che non lo hanno ricevuto.

## Prevenzione
Quasi tutti i casi di rabbia che hanno colpito gli esseri umani si sono rivelati fatali, fino a quando nel 1885 fu sviluppato un vaccino grazie a Louis Pasteur e Émile Roux. Il loro vaccino originale fu realizzato grazie a conigli infetti, da cui il virus prelevato dal loro tessuto nervoso veniva indebolito lasciandolo essiccare per cinque-dieci giorni. Vaccini derivati dal tessuto nervoso vengono ancora utilizzati in alcuni paesi, in quanto sono molto più semplici rispetto ai moderni realizzati tramite coltura cellulare.
Il vaccino antirabbico prodotto da cellule umane diploidi è stato creato nel 1967. Oggi sono disponibili vaccini meno costosi provenienti da cellule embrionali di pollo e da cellule Vero purificate.
Un vaccino ricombinante, chiamato V-RG, è stato utilizzato in Belgio, Francia, Germania e negli Stati Uniti al fine di prevenire focolai di rabbia negli animali selvaggi.
La vaccinazione pre-esposizione è praticata sia nelle popolazioni umane che animali, e in molti paesi gli animali domestici sono obbligati ad essere vaccinati.
Nella relazione annuale del 2007 del Dipartimento del Missouri dell'Health and Senior Services Communicable Disease Surveillance si afferma quanto segue al fine di aiutare a ridurre il rischio di contrarre la rabbia:
- vaccinare contro la rabbia cani, gatti e furetti;
- mantenere gli animali domestici sotto supervisione;
- non avere contatti con animali selvatici o randagi;
- contattare un ufficio di controllo degli animali quando si incontra un animale selvatico o randagio, soprattutto se si comporta in modo strano;
- se morso da un animale, lavare la ferita con acqua e sapone per 10-15 minuti e rivolgersi a un medico per verificare se è necessaria la profilassi post-esposizione.

I vecchi vaccini ottenuti da tessuto nervoso, che richiedono iniezioni dolorose nell'addome mediante un ago di grosso calibro, sono poco costose ma sono in via di abbandono per essere sostituite dalle iniezioni intradermiche secondo i consigli dell'Organizzazione Mondiale della Sanità. La vaccinazione deve essere somministrata per via intramuscolare nel deltoide.

### Prevenzione negli animali vettori

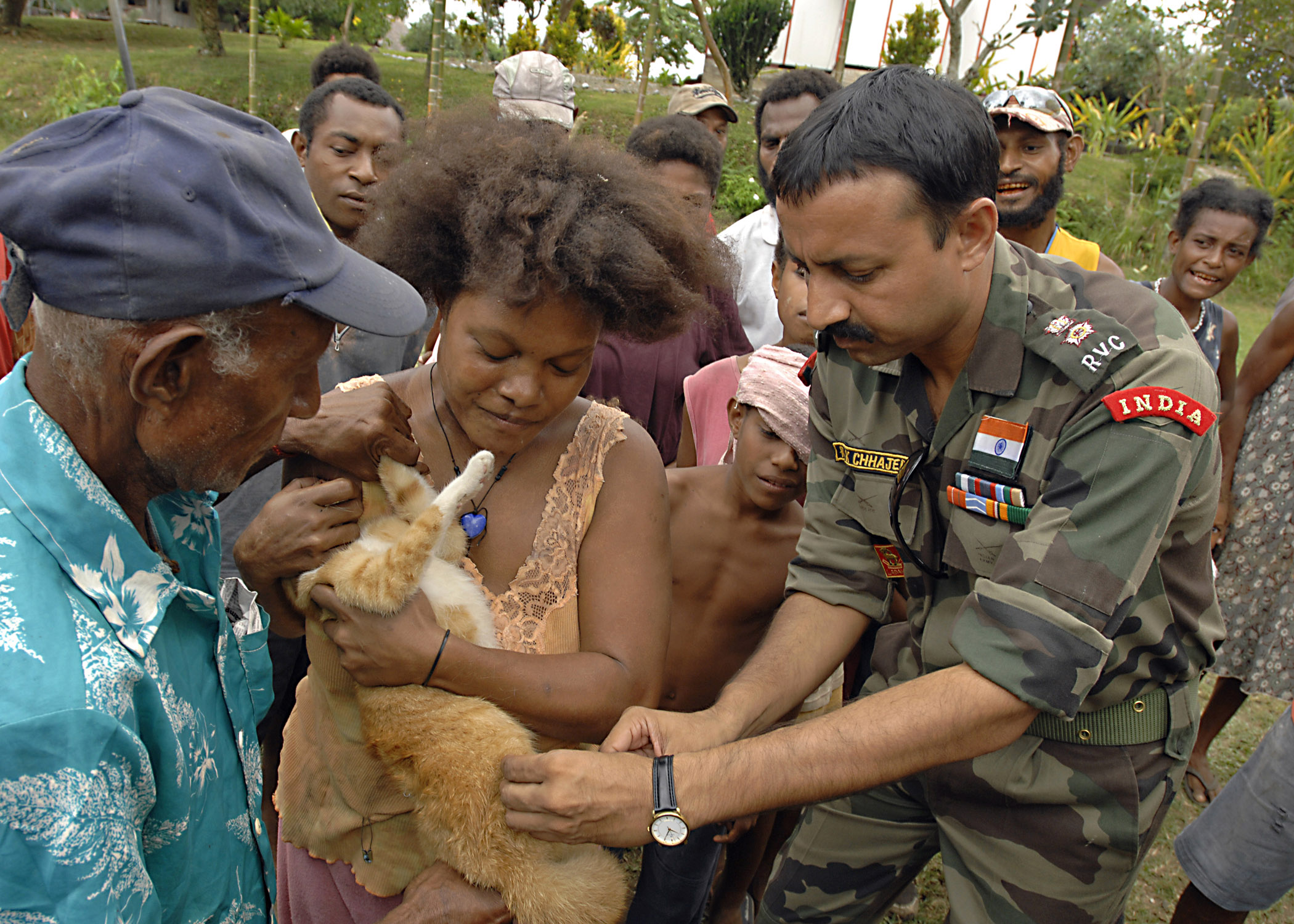
Vaccinazione di un gatto in Papua Nuova Guinea.

La vaccinazione obbligatoria degli animali è meno efficace nelle zone rurali. Soprattutto nei paesi in via di sviluppo, gli animali domestici non possono essere controllati e la loro uccisione può essere inaccettabile.
Vaccini orali possono essere distribuiti in modo sicuro come esche, una pratica che ha ridotto con successo la rabbia nelle aree rurali del Canada, della Francia e degli Stati Uniti. A Montréal, Canada, le esche vengono utilizzate con successo sui procioni nella zona del Mont-Royal Park. Le campagne di vaccinazione possono essere costose e l'analisi costi-benefici suggerisce che le esche possano essere un metodo conveniente di controllo. In Ontario, un drastico calo della rabbia è stato registrato quando è stata lanciata una campagna di vaccinazione-esca aerea. In Svizzera, la malattia è stata praticamente debellata dopo che le autorità hanno distribuito nel territorio delle Alpi svizzere teste di pollo con vaccino vivo attenuato. Le volpi, che avevano dimostrato di essere la fonte principale della rabbia nel paese, mangiando queste teste di pollo si sono immunizzate. Attualmente nella Confederazione è prevista la pronta soppressione di eventuali animali selvatici o domestici con la rabbia.
L’obbligo del vaccino antirabbico per i cani italiani è decaduto nel 2013 quando il Ministero della Salute ha inoltrato una nota all’ANMVI, dopo il conseguimento per lo Stato italiano dello status di Paese indenne da rabbia, visto che l’ultimo caso accertato risale al 14 febbraio del 2011 individuato in una volpe in Provincia di Belluno.

## La rabbia negli animali
La rabbia è contagiosa per i mammiferi, dove sono riconosciuti tre stadi clinici.
1. La prima fase varia da un periodo da uno a tre giorni ed è caratterizzata da cambiamenti comportamentali ed è conosciuta come la "fase prodromica".
2. La seconda è la "fase eccitativa", che dura tre o quattro giorni ed è spesso conosciuto come "rabbia furiosa" per la tendenza dell'animale colpito ad essere iper-reattivo agli stimoli esterni e a mordere le cose vicine.
3. La terza è la "fase paralitica" ed è causato da un danno ai motoneuroni. In questo caso si osserva difficoltà nella coordinazione degli arti posteriori, bava alla bocca e difficoltà di deglutizione dovuta a paralisi dei muscoli facciali e della gola.

La morte è solitamente causata da un arresto respiratorio.